# Onuphis furcatoseta
Onuphis furcatoseta är en ringmaskart. Onuphis furcatoseta ingår i släktet Onuphis och familjen Onuphidae. Inga underarter finns listade i Catalogue of Life.